# Concejo Municipal de Libertador
El Concejo Municipal de Libertador, también conocido como Concejo Municipal de Caracas, es el Órgano Legislativo encargado de dictar las normas que regulen la autonomía funcional del municipio a través de ordenanzas, acuerdos y reglamentos; también ejerce el control político sobre los órganos ejecutivos del Poder Público Municipal, tal y como establece la Ley Orgánica del Poder Público Municipal.
El Concejo Municipal de Caracas cuenta con trece (13) Concejales principales electos en los pasados Comicios Regionales y Municipales del 21 de noviembre de 2021, dónde también resultó electa la Almirante en Jefe, Carmen Meléndez Rivas, como alcaldesa del Municipio Libertador del Distrito Capital.
De su seno, el concejo elige una junta directiva compuesta por un Presidente, un Vicepresidente, un Secretario y un Subsecretario.

## Elección de Concejales
Se eligen 13 concejales para un período de cuatro (4) años.
De las 22 parroquias del municipio se construyen 5 circunscripciones, de las cuales se eligen 1 concejal principal por voto nominal y directo por cada circunscripción, más 8 concejales restantes que se eligen por voto lista en el municipio.

## Composición Histórica del Concejo Municipal

### 1989 - 1992
| Concejales:                    | Partido político / Alianza |
| ------------------------------ | -------------------------- |
| Berenice Villarroel de Piñerua | AD                         |
| Raul Rodríguez Perozo          | AD                         |
| Leyder Nieves de González      | AD                         |
| Pablo Alayón                   | AD                         |
| Amalio Leyva Ferrer            | AD                         |
| Eddy de Hernández              | AD                         |
| Carlos Blanco                  | AD                         |
| Salvador Pimentel              | AD                         |
| Hector Manríque                | AD                         |
| Nelly de Sánchez               | AD                         |
| Ramón López Colina             | AD                         |
| Dario Vivas                    | MAS                        |
| Jose Gregorio Ochoa            | MAS                        |
| Omar Barrientos                | MAS                        |
| Manuel Gutiérrez               | MAS                        |
| Consuelo Romero                | MAS                        |
| Fidel Ernesto Vásquez          | MAS                        |
| Pedro Ruíz                     | MAS                        |
| Orlando Contreras Pulido       | COPEI                      |
| Josefina Nieto                 | COPEI                      |
| Jofre Tovar Boseh              | COPEI                      |
| Adonis Dager de Añez           | COPEI                      |
| Oscar Arnal                    | COPEI                      |
| Flora Aranguren                | COPEI                      |
| Damacia Lourdes Villegas       | COPEI                      |

### 1992 - 1995
| Concejales:           | Partido político / Alianza |
| --------------------- | -------------------------- |
| Ofelia Cacique        | LCR                        |
| Igor Lira             | LCR                        |
| Jose G. Guzmán        | LCR                        |
| Eduardo Méndez        | LCR                        |
| Telmo Henríquez       | LCR                        |
| Reinaldo Morales      | LCR                        |
| Reinaldo Acuña        | LCR                        |
| Hernan Aquiles Ravelo | LCR                        |
| Demars Figueroa       | LCR                        |
| Eneida Alacalá        | LCR                        |
| Rafael E. Rondón      | LCR                        |
| Zobeida J. Prieto     | LCR                        |
| Oneida Troconis       | LCR                        |
| Omar Roa              | AD                         |
| Manuel Cova           | AD                         |
| Carlos Blanco         | AD                         |
| Ramón Lopez           | AD                         |
| Hector Urgüelles      | AD                         |
| Dario Rodríguez       | AD                         |
| Josefina Nieto        | COPEI                      |
| Jesus E. Durán        | COPEI                      |
| Moises Benaim         | COPEI                      |
| Fidel Ernesto Vásquez | MAS                        |
| Giovanni Pascuali     | MAS                        |
| Clodosbaldo Russián   | MAS                        |

### 1995 - 2000
| Concejales:           | Partido político / Alianza |
| --------------------- | -------------------------- |
| Ivan Marcano          | AD                         |
| Pablo Herrera         | AD                         |
| Italo Zapata          | AD                         |
| Erasmo Escalona       | AD                         |
| Honorio Torrealba     | AD                         |
| Jesus Suárez          | AD                         |
| Juan Ramón Fernández  | AD                         |
| Jorge Millán          | AD                         |
| Raul Hernández        | AD                         |
| Guillermo Medrano     | AD                         |
| Bernardo Rotundo      | AD                         |
| Oswaldo Siano         | AD                         |
| Hipolito Guarenas     | AD                         |
| Octavio Campos        | AD                         |
| Gloria González       | AD                         |
| Alexis Vielma         | LCR                        |
| Mari Pili Hernández   | LCR                        |
| Dinorah Figuera       | LCR                        |
| Xiomara Lucena        | LCR                        |
| Tereza Aguilar        | LCR                        |
| Manuel Pérez          | CONVERGENCIA               |
| Osman Madriz          | CONVERGENCIA               |
| Fidel Ernesto Vásquez | MAS                        |
| Josefina Nieto        | COPEI                      |
| Jesus Durán           | COPEI                      |

### 2000 - 2005
| Concejales:        | Partido político / Alianza |
| ------------------ | -------------------------- |
| Atanacio González  | MVR                        |
| Ada Vivas          | MVR                        |
| Asdrúbal Henríquez | MVR                        |
| Óscar Arape        | MVR                        |
| Deyanira González  | MVR                        |
| Armando Guerrero   | MVR                        |
| Victor Velis       | MVR                        |
| Andrés Médina      | MVR                        |
| Richard Peñalver   | MVR                        |
| Virginia Sena      | MVR                        |
| Andrés Medina      | MVR                        |
| Carlos Herrera     | MAS                        |
| Jesús Suarez       | AD                         |

### 2005 - 2013
| Concejales:          | Partido político / Alianza |
| -------------------- | -------------------------- |
| Carmen Centeno Zerpa | MVR                        |
| Simon Pereira        | MVR                        |
| Fernando García      | MVR                        |
| Francisco Avile      | MVR                        |
| Deyanira Gonzalez    | MVR                        |
| Juan José Rodríguez  | MVR                        |
| Evelio Arrieta       | MVR                        |
| Celina Vega          | MVR                        |
| Zulay Pacheco        | MVR                        |
| Rosaida Hernandez    | MVR                        |
| Antonio Olivero      | UPV                        |
| Andrea Tavares       | PPT                        |
| Maribel Castillo     | PODEMOS                    |

### 2013 - 2018[1]
| Concejales           | Partido político / Alianza |
| -------------------- | -------------------------- |
| Yuset Brito          | PSUV                       |
| William Contreras    | PSUV                       |
| Armando Graterol     | PSUV                       |
| Roque García         | PSUV                       |
| José Bracho          | PPT                        |
| Nahum Fernández      | PSUV                       |
| Carmen Centeno Zerpa | PSUV                       |
| Eliezer Otaiza ✞     | PSUV                       |
| Jesús Armas          | PJ MUD                     |
| Fernando Albán ✞     | PJ MUD                     |
| Guillermo Miguelena  | AD MUD                     |
| Kadary Rondón        | UNT MUD                    |
| Jorge Millán         | PJ MUD                     |

### 2018 - 2021[2][3]
| Concejales           | Partido político / Alianza |
| -------------------- | -------------------------- |
| Yuset Brito          | PSUV                       |
| José Cacique         | PSUV                       |
| Yasmin Chacaré       | PSUV                       |
| Alexander Aranguren  | PSUV                       |
| Beatriz Rodriguez    | PSUV                       |
| Patria Zapata        | PSUV                       |
| Armando Graterol     | PSUV                       |
| Nahúm Fernández      | PSUV                       |
| Xahilyng Tejera      | PSUV                       |
| Jimmy Gudiño         | PSUV                       |
| Nathanael Bello      | UPV                        |
| Carmen Centeno Zerpa | PSUV                       |
| Erika Bernal         | MSV                        |

### 2021 - 2025
| Concejales:           | Partido político / Alianza |
| --------------------- | -------------------------- |
| Doralis Silva         | PSUV                       |
| Alexander Aranguren   | PSUV                       |
| Danniellys Angulo     | PSUV                       |
| Armando Graterol      | PSUV                       |
| Jimmy Gudiño          | PSUV                       |
| Edwin Velasquez       | PSUV                       |
| José Reyes            | PSUV                       |
| Jesus García          | PSUV                       |
| Dario Vivas           | PSUV                       |
| Antonieta De Stefano  | PSUV                       |
| Caryslia Rodríguez    | PSUV                       |
| Mayerling Occhino     | LÁPIZ                      |
| José Gregorio Caribas | UNT MUD                    |